# Aglaia lepiorrhachis
Aglaia lepiorrhachis är en tvåhjärtbladig växtart som beskrevs av Hermann August Theodor Harms. Aglaia lepiorrhachis ingår i släktet Aglaia och familjen Meliaceae. Inga underarter finns listade i Catalogue of Life.